# Pediobius deplanatus
Pediobius deplanatus  (лат.) — вид паразитических наездников рода Pediobius из семейства Eulophidae (Chalcidoidea) отряда перепончатокрылые насекомые. Европа (Нидерланды, Чехословакия). Длина самок 1,2 мм. 1-й тергит брюшка, темя и лоб гладкие. Стебелёк между грудкой и брюшком (петиоль) удлинённый. Переднеспинка с шейкой, отграниченной килем (поперечным гребнем). Щит среднеспинки с развитыми изогнутыми парапсидальными бороздками.